# Пано-Панайя
Па́но-Панайя́ (Па́но-Панайия, греч. Πάνω Παναγιά) — деревня на Кипре, расположенная на высоте 800 м на горном хребте Троодос, северо-восточнее города Пафос. По переписи населения 2001 года в Пано-Панайе жило 564 человека.
Архиепископ Макариос III, первый президент Республики Кипр, родился в Пано-Панайе. Село известно своей уникальной дикой природой, которая строго защищена законодательством Кипра и международными законами.